# Nokia 2600
Nokia 2600 là một điện thoại di động của hãng Nokia. Nó được phát hành vào quý 2 năm 2004.
Nokia 2600 có một màu, đa âm nhạc chuông, trò chơi, và công cụ calculator. Doanh số của nó là 135 triệu chiếc, là một trong những điện thoại bán chạy nhất cho đến nay mặc dù nó thiếu máy ảnh và Bluetooth.